# Я не знаю, как она делает это
«Я не знаю, как она делает это» (англ. I Don't Know How She Does It) — американская кинокомедия с Сарой Джессикой Паркер, Пирсом Броснаном и Грегом Кинниром в главных ролях. Фильм снят Дугласом Макгратом по одноимённой книге, написанной Эллисон Пирсон. Премьера фильма состоялась 15 сентября 2011 года.
Слоган фильма: «Мужчинам это не по зубам».

## Сюжет
Кейт Редди постоянно попадает в смешные и неоднозначные ситуации, и всё из-за того, что она пытается сделать несколько вещей сразу.
Будучи финансовым менеджером, она стремится быть примерной женой и хорошей матерью для своих двоих детей.
Её переводят на новую работу в Нью-Йорк. Кейт ещё сильнее отдаляется от детей и сближается с новым начальником Джеком (Пирс Броснан). Вскоре она осознает всё и разговаривает с мужем, давая обещание, что всё будет хорошо.
В итоге Кейт продолжает всё совмещать, но на этот раз из неё выходит удачный «жонглёр». Джек начинает встречаться с подругой Кейт, Элиссон.

## В ролях
| Актёр                | Роль              |
| -------------------- | ----------------- |
| Сара Джессика Паркер | Кейт Редди        |
| Пирс Броснан         | Джек Абельхаммер  |
| Грег Киннир          | Ричард Редди      |
| Кристина Хендрикс    | Эллисон Хендерсон |
| Оливия Манн          | Момо Хан          |
| Бизи Филиппс         | Венди Бест        |
| Келси Грэммер        | Кларк Купер       |
| Джессика Зор         | Паула             |
| Сет Майерс           | Крис Банс         |
| Джейн Куртин         | Марла Редди       |
| Сара Шахи            | Джанин ЛоПьетро   |
| Эмма Рейн Лайл       | Эмили Редди       |